# 明石市立魚住東中学校
明石市立魚住東中学校（あかししりつ うおずみひがしちゅうがっこう）は、兵庫県明石市魚住町にある公立中学校。

## 沿革
- 1982年（昭和57年）4月1日 - 明石市立魚住東中学校創立。

## 部活動

### 運動部
- 野球部
- サッカー部
- ハンドボール部
- 陸上競技部
- 剣道部
- 女子バレーボール部
- ソフトテニス部
- 女子卓球部
- バスケットボール部

### 文化部
- 吹奏楽部
- 美術部

## 校区
- 明石市立魚住小学校[1]
- 明石市立錦が丘小学校[1]

## 著名な出身者
- 平内龍太 - プロ野球選手[2]
- 尾田剛樹 - プロ野球選手